# Сорокопанівка
Сорокопа́нівка — селище в Україні, у Божедарівській селищній громаді Кам'янського району Дніпропетровської області.
Населення — 6 мешканців.

## Географія
Селище Сорокопанівка розташоване між селами Новомилорадівка і Катеринівка (0,5 км). Через селище проходить залізниця, зупинний пункт Сорокопанівка.

## Населення

### Мова
Розподіл населення за рідною мовою за даними перепису 2001 року:
| Мова       | Відсоток |
| ---------- | -------- |
| українська | 100 %    |